# 沢尻駅
沢尻駅（さわじりえき）は、秋田県大館市十二所字川端にある、東日本旅客鉄道（JR東日本）花輪線の駅である。

## 歴史
- 1928年（昭和3年）7月11日：秋田鉄道の沢尻停留場として北秋田郡十二所町に開業[2]。
- 1929年（昭和4年）12月4日：季節停留場に変更[2]。
- 1934年（昭和9年）6月1日：秋田鉄道が鉄道省（国鉄）に移管され、国有化と同時に沢尻駅に変更[2]。
- 1944年（昭和19年）11月11日：前日限りで運輸営業を休止[3]。
- 1962年（昭和37年）2月1日：再開[2][4]。
- 1987年（昭和62年）4月1日：国鉄分割民営化により、東日本旅客鉄道の駅となる[2]。
- 2024年（令和6年）10月1日：えきねっとQチケのサービスを開始[1][5]。

## 駅構造
単式ホーム1面1線を有する地上駅である。ホームの有効長が短いため、3両編成以上の列車は前2両のみドア扱い（ドアカット）する。
盛岡統括センター（盛岡駅）管理の無人駅である。

## 駅周辺
- 秋田県道66号十二所花輪大湯線
- 国道103号
- 三哲神社
- 老犬神社
- 米代川

### バス路線
「沢尻宮前」停留所にて、秋北バスが運行する路線バスが発着する。
- 鹿角市（厚生病院前・鹿角花輪駅前・花輪営業所）方面
- 労災病院前・扇田病院前・市立病院前・大館駅方面

## 隣の駅
東日本旅客鉄道（JR東日本）
■花輪線
土深井駅 - 沢尻駅 - 十二所駅